# بيير دو مولان
بيير دو مولان (بالفرنسية: Pierre Dumoulin)‏ هو عالم عقيدة وأستاذ جامعي فرنسي، ولد في 16 أكتوبر 1568 في Buhy ‏ في فرنسا، وتوفي في 10 مارس 1658 في سيدا (فرنسا) في فرنسا.